# Snakes & Arrows Live
Albums de Rush
Snakes & Arrows
(2007) Time Machine 2011: Live in Cleveland
(2011)
Snakes & Arrows Live est un double album live de Rush, sorti le 15 avril 2008, qui fut enregistré durant deux concerts donnés par le groupe à l'Ahoy Arena de Rotterdam (Pays-Bas) les 16 et 16 octobre 2007.

## Liste des titres

### Disque 1
| No  | Titre                       | Durée |
| --- | --------------------------- | ----- |
| 1.  | Limelight                   | 4:47  |
| 2.  | Digital Man                 | 6:56  |
| 3.  | Entre Nous                  | 5:18  |
| 4.  | Mission                     | 5:39  |
| 5.  | Freewill                    | 6:01  |
| 6.  | The Main Monkey Business    | 6:06  |
| 7.  | The Larger Bowl (A Pantoum) | 4:21  |
| 8.  | Secret Touch                | 7:45  |
| 9.  | Circumstances               | 3:46  |
| 10. | Between The Wheels          | 6:01  |
| 11. | Dreamline                   | 5:15  |
| 12. | Far Cry                     | 5:20  |
| 13. | Workin' Them Angels         | 4:48  |
| 14. | Armor and Sword             | 6:57  |

### Disque 2
| No  | Titre                                                       | Durée |
| --- | ----------------------------------------------------------- | ----- |
| 1.  | Spindrift                                                   | 5:46  |
| 2.  | The Way the Wind Blows                                      | 6:24  |
| 3.  | Subdivisions                                                | 5:43  |
| 4.  | Natural Science                                             | 8:34  |
| 5.  | Witch Hunt (Fear - Part Three)                              | 4:49  |
| 6.  | Malignant Narcissism / Neil Peart Drum Solo : De Slagwerker | 10:41 |
| 7.  | Hope                                                        | 2:21  |
| 8.  | Distant Early Warning                                       | 4:53  |
| 9.  | The Spirit of Radio                                         | 5:03  |
| 10. | Tom Sawyer                                                  | 5:48  |
| 11. | One Little Victory                                          | 5:26  |
| 12. | A Passage to Bangkok                                        | 3:57  |
| 13. | YYZ                                                         | 5:17  |

## Membres du groupe
- Geddy Lee - Chant, Basse, Synthétiseurs
- Alex Lifeson - Guitares électriques et acoustiques, Pédalier basse Taurus Moog
- Neil Peart - Batterie, Percussions